# Love and Bullets
Love and Bullets er en amerikansk stumfilm fra 1914 af Fatty Arbuckle.

## Medvirkende
- Phyllis Allen
- Roscoe 'Fatty' Arbuckle
- Charley Chase
- Charles Murray
- Mack Swain